# Porterandia
Porterandia  es un género con 23 especies de plantas con flores perteneciente a la familia de las rubiáceas.
Es nativo del sur de China hasta Malasia.

## Taxonomía
El género fue descrito por Henry Nicholas Ridley y publicado en Bulletin of Miscellaneous Information Kew 1939: 593. 1940.

## Especies seleccionadas
- Porterandia anisophylla (Jack ex Roxb.) Ridl. (1940).
- Porterandia annulata (K.Schum.) Keay (1958).
- Porterandia beamanii Zahid (2003).
- Porterandia bruneiensis Zahid (2004).[4]